# Julia et Plautia
La lex Julia et Plautia era el nom d'una antiga llei romana establerta per August. Prohibia consolidar la usucapió de les coses adquirides per la força, reforçant i ratificant l'establert a la llei Julia de usucapionibus que havia caigut en desús.